# Klub Vodnogo Polo Spartak Volgograd
Il Klub Vodnogo Polo Spartak Volgograd è un club di pallanuoto russo, con sede nella città di Volgograd. Esso è conosciuto brevemente con il nome di Spartak Volgograd.

## Storia
La società ha una storia estremamente recente, essendo stata fondata nel 1994. La squadra di pallanuoto nacque però solo nel 1996, composta da studenti dell'Università Statale Pedagogica di Volgograd e dalla facoltà di educazione fisica.
Ciononostante, dimostra subito il suo valore vincendo il titolo di campione di Russia nel 1997 e piazzandosi addirittura al secondo posto nell'Eurolega del 1998. Si afferma poi come forza dominante della pallanuoto russa a partire dal 2010, quando inanella una serie di cinque titoli nazionali consecutivi. Il club si distingue anche in ambito continentale, con la conquista della LEN Euro Cup 2013-2014, la seconda competizione europea per club. In virtù di questo successo disputa la finale di Supercoppa LEN, persa contro il Barceloneta.

## Palmarès

### Trofei nazionali
- Campionato russo: 13

1997, 1999, 2003, 2004, 2010, 2011, 2012, 2013, 2014, 2015, 2016, 2017, 2023
- Coppa di Russia (pallanuoto maschile): 11

1998, 2000, 2001, 2002, 2003, 2004, 2007, 2009, 2012, 2013, 2015

### Trofei internazionali
- Coppe LEN: 1

2013-14

## Rose 2015-2016

### Prima squadra
| N° |                   | Ruolo | Giocatore          |
| -- | ----------------- | ----- | ------------------ |
|    | Russia (bandiera) | P     | Aleksandr Fëdorov  |
|    | Russia (bandiera) | D     | Jurij Češev        |
|    | Russia (bandiera) | D     | Pavel Chalturin    |
|    | Russia (bandiera) | D     | Vitalij Jurčik     |
|    | Russia (bandiera) | A     | Aleksej Agarkov    |
|    | Russia (bandiera) | A     | Stepan Andrjukov   |
|    | Russia (bandiera) | A     | Artëm Ašaev        |
|    | Russia (bandiera) | A     | Igor' Byčkov       |
|    | Russia (bandiera) | A     | Konstantin Kiselëv |
|    | Russia (bandiera) | A     | Nikolaj Lazarev    |

| N° |                   | Ruolo | Giocatore          |
| -- | ----------------- | ----- | ------------------ |
|    | Russia (bandiera) | A     | Sergej Lisunov     |
|    | Russia (bandiera) | A     | Andrej Rekečinskij |
|    | Russia (bandiera) |       | Nikita Dogadin     |
|    | Russia (bandiera) |       | Pëtr Fedotov       |
|    | Russia (bandiera) |       | Nikita Krug        |
|    | Russia (bandiera) |       | Sergej Merš        |
|    | Russia (bandiera) |       | Konstantin Šejkin  |
|    | Russia (bandiera) |       | Vitalij Stacenko   |
|    | Russia (bandiera) |       | Vladislav Usov     |
|    | Russia (bandiera) |       | Vladislav Zajcev   |

### Squadra 2
| N° |                   | Ruolo | Giocatore          |
| -- | ----------------- | ----- | ------------------ |
|    | Russia (bandiera) | D     | Vladislav Pugačiov |
|    | Russia (bandiera) | A     | Vadim Alekseev     |
|    | Russia (bandiera) | A     | Andrej Astachov    |
|    | Russia (bandiera) | A     | Evgenij Bossler    |
|    | Russia (bandiera) | A     | Dmitrij Klevcov    |
|    | Russia (bandiera) | A     | Dmitrij Kozmenko   |

| N° |                   | Ruolo | Giocatore          |
| -- | ----------------- | ----- | ------------------ |
|    | Russia (bandiera) | A     | Michail Poležaev   |
|    | Russia (bandiera) | A     | Vasilij Fedotov    |
|    | Russia (bandiera) | A     | Maksim Cvetkov     |
|    | Russia (bandiera) | A     | Vitalij Čumakov    |
|    | Russia (bandiera) | CB    | Vladimir Nežinskij |